# باول ماكدونالد
باول ماكدونالد (بالإنجليزية: Paul McDonald)‏ هو ناقد أدبي بريطاني، ولد في 1961 في والسال في المملكة المتحدة.